# سلام صبحگاهی
«سلام صبحگاهی» نام قطعه‌ای موسیقی است که حسن کسائی، نوازندهٔ شهیر ساز نی آن را در دستگاه چهارگاه ساخته‌است. رادیوی سراسری ایران مدت‌ها این قطعه را در صبح پخش می‌کرد.

## تاریخچه
کسایی که خود اهل اصفهان است در خاطره‌ای تعریف کرده که در زمانی که ۱۹ یا ۲۹ سال سن داشته، در بازار اصفهان با مردی برخورد کرده که مورد احترام بازاریان بوده و هر زمان کسی به او سلام می‌کرد با آهنگ و ضرب‌آهنگ خاصی به آن‌ها «سلام علیکم» می‌گفته‌است که این آهنگ و ضرب‌آهنگ را کسایی در چند نت ابتدایی قطعه‌اش به کار برده‌است. کسایی این قطعه را ابتدا پل خواجو نامید (همنام پلی در اصفهان) و بعدها نامش را به «سلام صبحگاهی» تغییر داد. کسائی خودش این قطعه را برای رادیو ضبط کرد. همچنین این قطعه بعدها در آلبوم صبحگاهی اثر حسین علیزاده با سازبندی و ارکستراسیونی حجیم اجرا و منتشر شد؛ در این آلبوم، عبدالنقی افشارنیا نوازندهٔ نی بود و قطعه را اجرا کرد.